# Iuri Patrikéiev
Iuri Patrikéiev (nascut el 28 de setembre de 1979) és un lluitador armeni d'origen rus, que guanyà la medalla de bronze en la categoria de lluita grecoromana masculina de 120 kg durant els Jocs Olímpics d'estiu 2008.